# Lex Veldhuis
Alexander Bastiaan Martin „Lex“ Veldhuis (* 29. Dezember 1983 in Vlissingen) ist ein niederländischer Pokerspieler und Livestreamer. Für die European Poker Tour und die Triton Poker Series ist er auch als Kommentator tätig.

## Persönliches
Veldhuis machte während seiner Jugend gerne Sport und spielte das Echtzeit-Strategiespiel StarCraft, durch das er Bertrand Grospellier kennenlernte. Veldhuis begann ein Kriminologiestudium an der Erasmus-Universität in Rotterdam, das er aber aufgrund seiner Pokerkarriere abbrach. Er war mit der Pokerspielerin Evelyn Ng liiert. Veldhuis lebte zwischenzeitlich in Las Vegas und wohnt inzwischen in Toronto und Vlissingen. Seit November 2018 ist er verlobt und seit Juli 2021 verheiratet. Im März 2021 wurde das Paar Eltern eines Sohnes.

## Pokerkarriere
Veldhuis spielte seit 2003 Poker und kam durch Bertrand Grospellier 2005 zum Onlinepokerraum PokerStars, auf dem er zunächst unter dem Nickname RaSZi spielte. Später wurde er unter dem Nickname L. Veldhuis Mitglied des Team PokerStars und gehört diesem seitdem an. Sein Spiel kann man regelmäßig auf dem Streamingportal Twitch verfolgen, bei dem Veldhuis knapp 300.000 Follower hat. Bei den Global Poker Awards wurde er für die Jahre 2018 und 2019 zweimal in Folge als „Streamer of the Year“ ausgezeichnet.
Seine erste Geldplatzierung bei einem Live-Turnier erzielte Veldhuis im November 2005 beim Master Classics of Poker in Amsterdam. Im Februar 2006 war er erstmals beim Main Event der European Poker Tour erfolgreich und landete im französischen Deauville auf dem mit 8800 Euro dotierten 20. Platz. Im Sommer 2007 spielte er am Las Vegas Strip und platzierte sich einmal beim Main Event der World Poker Tour im Mandalay Bay Resort and Casino sowie zweimal bei der World Series of Poker (WSOP) im Rio All-Suite Hotel and Casino in den Geldrängen. Sein bisher höchstes Live-Preisgeld gewann der Niederländer bei der WSOP 2009, bei der er bei einem Turnier der Variante No Limit Hold’em mit 40.000 US-Dollar Buy-in den siebten Platz von 201 Spielern belegte und dabei über 250.000 US-Dollar gewann. Im Oktober 2010 gewann Veldhuis die Dutch Poker Open in Rotterdam mit einer Siegprämie von über 60.000 Euro. Bei der WSOP 2011 kam er viermal auf die bezahlten Ränge. Seitdem blieben größere Turniererfolge aus.
Insgesamt hat sich Veldhuis mit Poker bei Live-Turnieren mehr als 700.000 US-Dollar erspielt. Darüber hinaus ist er gemeinsam mit Randy Lew als Kommentator bei der Triton Poker Series tätig.